# The Daughter of St. Mark
The Daughter of St. Mark är en engelsk opera i tre akter med musik av Michael William Balfe och libretto av Alfred Bunn.

## Historia
Alfred Bunns text är en omarbetning av Jules-Henri Vernoy de Saint-Georges libretto till operan La Reine de Chypre med musik av Jacques Fromental Halévy (1841). Handling utspelas på 1400-talet och rör de omväxlande öden som drabbar Caterina och hennes älskade Adolphe då hon används som en schackpjäs i venetiansk politik.
Efter succén med The Bohemian Girl ville Balfe åstadkomma en förändring av den traditionella engelska operan där tal förekom. The Daughter of St. Mark är en av de få nationaloperor komponerade före 1900-talet där all text sjungs. Operan hade premiär den 27 november 1844 på Drury Lane Theatre i London.

## Personer
- Lusignano, Kung av Cypern (Baryton)
- Andrea Cornaro (Bas)
- Caterina Cornaro, hans brorsdotter (Sopran)
- Adolphe, hennes trolovade (Tenor)
- Moncenigo, medlem i Tiomannarådet (Baryto)
- Strozzi, hans hantlangare (Tenor)

## Handling

### Akt I
Caterina och Adolph skall gifta sig. De hälsas välkomna av Andrea, Caterinas farbror och förmyndare. Då anländer Moncenigo, en man ur det fruktade Tiomannaråder och meddelar att bröllopet inte kan äga rum eftersom det har bestämts att Caterina skall gifta sig med kung Lusignano av Cypern. Bröllopet skjuts upp och lämnar familjerna i ett tillstånd av vrede och förvirring.

### Akt II
Andrea förklarar situationen för Caterina. Hon och Adolphe planerar att rymma men Moncenigo, som avlyssnat deras samtal, hotar Caterina med att Adolphe kommer att mördas om de sätter sina planer i verket. För att rädda Adolphe säger hon att hon inte längre älskar honom. Adolphe blir förtvivlad och förklarar att han kommer att döda den nye maken vid bröllopet. Caterina förs bort och Andrea överväldigas av sorg.

### Akt III
Caterina och Andrea befinner sig på Cypern och Moncenigo erfar att Adolphe också är där. Han befaller då att Adolphe skall dödas, men denne får hjälp av en maskerad ädling, som visar sig vara kung Lusignano. Caterina och Adolphe träffas och försonas, när Moncenigo återvänder och låter arrestera båda två och förbereder deras avrättning. Han rapporterar allt till kungen, som tar emot Andrea och uttrycker sin sorg över de olyckor han förorsakat. Andrea avslöjar att Caterinas mor hade ett hemligt förhållande med Moncenigo, som alltså är Caterinas far. Lusignano förlåter Adolphe och tillåter honom att gifta sig med Caterina, medan den intrigerande Moncenigo förvisas.